# Национален исторически музей на Азербайджан
Националният исторически музей на Азербайджан (на азербайджански: Milli Azərbaycan Tarixi Muzeyi) е най-големият музей в Азербайджан. Намира се в Баку, в бившата жилищна къща на азербайджанския петролен магнат и филантроп хаджи Зейналабдин Тагиев. Музеят е основан през 1920 г. след превземането на Баку от руснаците и е отворен за посетители през 1921 г.

## История
Сградата на музея е построена между 1895 и 1901 г., първоначално като резиденция на семейство Тагиеви. Проектиран е от полския архитект Йозеф Гославски в имитация на италианския ренесансов стил. Сградата е с големи размери, простира се върху цял блок и на места достига четири етажа. От 1914 г. в имението се помещава Бакинската търговска банка, ръководена от Тагиев.
Когато Червената армия влиза в Баку през април 1920 г., резиденцията на Тагиев е незабавно конфискувана. Съгласно решение на Народния комисариат на СССР само два месеца след превземането на Баку от болшевиките, през юни 1920 г. в резиденцията е създаден Държавен исторически музей.
През май 1934 г. е приета специална заповед за подобряване на преподаването на история и география в училищата. На практика тя се стреми да популяризира предимствата на социализма и да възпита идеологията на тоталитарния режим у подрастващото поколение. Марксистка интерпретация на историята е предоставена чрез създаването на исторически изследователски и други институции. Освен това са създадени нови видове исторически и регионални музеи, които да вдъхновят преподаването и популяризирането на историята.
При тази нова система е разширена мрежата от музеи с исторически профили. Освен това механизмите на съветско застъпничество стават много по-силни през този период.
Познанията за историята на Азербайджан са развити чрез изследванията на музея. Между 1925 и 1960 г. са положени основите на научното изследване на древните материални и културни паметници на Азербайджан под ръководството на археолози като Давуд Шарифов, Евгений Пахомов, Исхак Джафар-Заде, Мовсум Саламов, Салех Газиев и Мамедали Хюсейнов. Извършени са разкопки на места като Ходжали, Кабала, Ганджа, Караба Гилан, Орангала и Мингечевир. Колекциите на музея се състоят от материали, открити по време на тези разкопки и от други етнографски експедиции.
В периода 1941 – 1954 г. Историческият музей е преместен и се помещава в двореца на Ширваншах, а в резиденцията на Тагаев е седалището на Съветът на народните комисари на Азербайджанската ССР. През 1954 г. музеят отново започва да работи на втория етаж на резиденцията. През 2000 г. цялата сграда е предоставена на Историческия музей на Азербайджан.

## Сградата
Сградата на музея първоначално е резиденция на известния предприемач и филантроп хаджи Зейналабдин Тагиев и неговото семейство. Тя е проектирана от Йосиф Гославски (1865 – 1904), главният архитект на град Баку в периода 1893 – 1904 г. В Баку са останали дванадесет сгради, построени по проекти на Гославски. 
Около 270 инженери, архитекти, дърводелци, художници и други майстори работят по строителството на имението между 1895 и 1901 г. Само строителството струва 1,2 милиона рубли, без мебелите и обзавеждането, които са доставени от Русия, Франция, Америка и Германия. Инсталирани са и системи за отопление и охлаждане.
Според фотографски доказателства, една от най-сложните стаи в оригиналната сграда е била будоарът (лична всекидневна) за Сона Ханум, съпругата на Тагиев. Всички подвижни мебели и картини в тази стая оттогава са изчезнали; нищо не е останало освен богато украсения таван с огледална мозайка.
По време на съветския период в средата на ХХ век четири слоя бяла боя са нанесени върху силно декоративните флорални мотиви по стените на огледалната стая, които се възприемат като „буржоазни останки“. Те са открити по време на ремонт през 2000 г. На други места в резиденцията е оцеляла оригиналната боя, направена от фино смлени яйчени черупки – практика, използвана от занаятчиите за византийски икони. Близо 100 години по-късно оригиналните цветове с тяхната изтънченост и деликатност нито са избледнели, нито са се повредили.
През 2005 г. в имението Тагиев започва основна ремонтна, реставрационна и реконструкционна дейност. По инициатива на президента Илхам Алиев е създаден и мемориален музей на З. Тагиев към Националния исторически музей на Азербайджан.

## Мемориален музей на хаджи Зейналабдин Тагиев
Реставрация на стаи, лични вещи и мебели в Мемориалния музей на Хаджи Зейналабдин Тагиев е организирана от специалисти от Азербайджан и Италия. Интериорните възстановки са базирани на снимки от семейния фотоалбум. Музеят включва следните реставрирани стаи:
1. Кабинетът на Тагиев – обзаведен с бюрото, фотьойла на Тагиев, книги по руско право и частна колекция от картини. Включен е портрет на самия Тагиев, нарисуван от Исак Бродски през 1912 г. по поръчка на градския съвет заради финансовия принос на Тагиев при изграждането на местен технически колеж.
2. Ориенталска зала – една от най-големите и богато украсени стаи в имението, проектирана в ориенталски (мавритански) стил. Използвана е за официални срещи, приеми и церемонии. За надписи и украса са използвани девет килограма злато.
3. Библиотеката на Тагиев – съдържанието на стаята подчертава големите усилия на Тагиев за насърчаване на обучението и филантропията. Например, той финансира издаването на произведения на видни писатели, поети и историци. Той също така притежава вестник Kaspi и е първият, който публикува Корана на азербайджански.
4. Билярдна зала
5. Трапезария – показва покрити с кадифе столове, сервиз за хранене със сребърен емайл, сребърни ножове от Франция, чаши от гравирано стъкло и други луксозни предмети.
6. Наблюдавана стая – интерактивна експозиция за посетителите на музея.
7. Будоар – малка всекидневна на втората съпруга на Тагиев, Сона Ханим. Наричана още „Огледалната зала“ заради плоското стъкло, покриващо тавана, и цветните орнаменти, украсяващи стените.
8. Спалня
9. Съблекалня

## Музейни фондове
През цялата си история Националният музей изгражда специални фондове за провеждане на експедиции, подпомагане на усилията за опазване, насърчаване на културното изследване и образование и развитие на колекцията на музея. Към 2024 г. музеят съхранява 12 уникални фонда.
Най-старите фондове, създадени през 1920 г., включват Археологически фонд (1920), който улеснява изучаването на историческото, археологическото и културното наследство на Азербайджан; Нумизматичен фонд (1920), който съхранява, изучава и популяризира колекция от 100 000 антични и ориенталски монети, както и немонетни материали (марки, ордени, медали и др.); и Етнографски фонд (1925), който се стреми да представи културни артефакти и занаяти на азербайджански етнически групи, включително обработка на мед, фаянс, изделия от дърво, тъкани и килими.

По-новите фондове включват Специален фонд (благородни метали и бижута) (1955 г.), Фонд на документалните извори (1996 г.), Фонд на подаръци и сувенири (2009 г.) и Фонд на отечествената война (2021 г.), наред с други.
- Златен динар на държавата Саджид в Азербайджан (Нумизматичен фонд)
- Културни паметници (Етнографски фонд)
- Тържествено откриване на девическия мюсюлмански пансион, основан от х. З. Тагиев (1901 г.) (Фонд на документалните извори)
- Знаме на Бакинското ханство (XVIII век) (Фонд от оръжия и знамена)
- Комплект за писане, собственост на Нариман Нариманов (Фонд от подаръци и сувенири)
- Златен медал от Първите европейски игри (Фонд на помощните исторически материали)
- Материали, принадлежащи на мъченици и ветерани (Фонд „Отечествена война“)
- 20 януари (килим, 1990) (Етнографски фонд)
- Долна челюст на азихантроп

## Директори на музея
| Години        | Директор              |
| ------------- | --------------------- |
| 1920 – 1921   | Й. Станевич           |
| 1921          | С. Савелиев           |
| 1923          | Мамед Маликов         |
| 1923          | Исмаил Шейх           |
| 1923 – 1928   | Давуд Шарифов         |
| 1928 – 1932   | Серо Мануцян          |
| 1932 – 1934   | А. Мелкумян           |
| 1934 – 1937   | М. Саламов            |
| 1937          | А. Климов             |
| 1938 – 1939   | Б. Ишанов             |
| 1939          | В. Н. Левиатов        |
| 1939          | Д. К. Мехдиев         |
| 1940 – 1942   | Зейнал Алиев          |
| 1942 – 1947   | В. Левиатов           |
| 1947 – 1952   | Салех Газиев          |
| 1952 – 1953   | Исхак Джафарзаде      |
| 1953          | В. И. Соксацкий       |
| 1953 – 1954   | Мамед Ефендиев        |
| 1954 – 1961   | Мамед Газиев          |
| 1961 – 1998   | Пустаханим Азизбейова |
| 1998          | Али Раджабли          |
| 1998 – досега | Наила Валиханлъ       |